# Lucio Muruci
Lucio Muruci (nome real de Luciano Magno, pseudônimo com o qual assina suas obras) é historiador, pesquisador, caricaturista, editor e sociólogo. Criou o fanzine "Quadrinhos" e atua na área de humor gráfico, realizando exposições e festivais. Publicou em 2012 o livro História da caricatura brasileira (editora Gala), que conta com 528 páginas, 90 capítulos e mais de 700 imagens. Em 2013, o livro ganhou o Prêmio Jabuti na categoria "Artes e fotografia" e o Troféu HQ Mix na categoria "Grande contribuição".